# Monte Bonifato
Monte Bonifato este o arie protejată (arie specială de conservare — SAC, sit de importanță comunitară — SCI) din Italia întinsă pe o suprafață de 322 ha, integral pe uscat.

## Localizare
Centrul sitului Monte Bonifato este situat la coordonatele 37°57′03″N 12°57′23″E / 37.950865°N 12.9564°E.

## Înființare
Situl Monte Bonifato a fost declarat sit de importanță comunitară în septembrie 1995 pentru a proteja 1 specie de plante și 6 specii de animale. Situl a fost protejat și ca arie specială de conservare în decembrie 2015.

## Biodiversitate
Situată în ecoregiunea mediteraneană, aria protejată conține 5 habitate naturale: Pante stâncoase calcaroase cu vegetație casmofită, Pseudostepă cu ierburi și specii anuale de Thero-Brachypodietea, Tufărișuri termo-mediteraneene și de pre-deșert, Iazuri temporare mediteraneene, Păduri de Quercus ilex și Quercus rotundifolia.
La baza desemnării sitului se află mai multe specii protejate:
- plante (1): Dianthus rupicola
- păsări (6): Alectoris graeca whitakeri, Falco biarmicus, muscar negru (Ficedula hypoleuca), gaia neagră (Milvus migrans), pitulice sfârâitoare (Phylloscopus sibilatrix), sitar de pădure (Scolopax rusticola)

Pe lângă speciile protejate, pe teritoriul sitului au mai fost identificate 39 de specii de plante, 3 specii de mamifere, 4 specii de reptile.